# Nordijska kombinacija na Zimskih olimpijskih igrah 1984
Nordijska kombinacija na Zimskih olimpijskih igrah 1984.

## Rezultati
| Poz    | Tekmovalec            | Rezultat |
| ------ | --------------------- | -------- |
| Zlato  | Tom Sandberg          | 422,595  |
| Srebro | Jouko Karjalainen     | 416,900  |
| Bron   | Jukka Ylipulli        | 410,825  |
| 4      | Rauno Miettinen       | 402,970  |
| 5      | Thomas Müller         | 401,995  |
| 6      | Aleksander Prosvirnin | 400,185  |
| 7      | Uwe Dotzauer          | 397,780  |
| 8      | Hermann Weinbuch      | 397,380  |